# Carlos Arturo López Ángel
Carlos Arturo López Ángel  (Marsella, Siglo XX) es un político colombiano, que se desempeñó como Gobernador de Risaralda entre 1998 y 2000, así como Representante a la Cámara por el mismo departamento.

## Biografía
Nació en Marsella, entonces en el departamento de Caldas. Estudió Administración Pública en la Escuela Superior de Administración Pública, en Bogotá.
Miembro del Partido Liberal, fue Concejal y Alcalde de su ciudad natal. Más adelante pasó a la Asamblea Departamental de Risaralda, la cual presidió, y durante 13 años se desempeñó como miembro de la Cámara de Representantes de Colombia por el departamento de Risaralda.
Durante la administración del gobernador Roberto Gálvez Montealegre se desempeñó como Secretario de Agricultura. En las elecciones regionales de 1997 resultó elegido Gobernador de Risaralda, desde donde se ocupó de enfrentar la crisis financiera de 1998-1999 y el avance de la insurgencia guerrillera al norte del departamento.
Así mismo, se desempeñó como Secretario de Planeación y Alcalde Encargado de Dosquebradas, Miembro del Consejo Nacional de Planeación, Presidente del Consejo Departamental de Planeación de Risaralda y del Consejo Municipal de Planeación de Pereira.